# Nocturno Culto

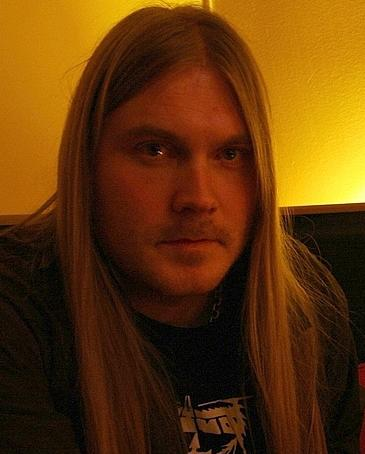
Nocturno Culto (2005)

Nocturno Culto (bürgerlich Ted Skjellum) ist ein norwegischer Musiker. Er ist insbesondere als Sänger, Gitarrist und Bassist der Metal-Band Darkthrone bekannt.

## Biografie
Skjellum stieß 1988 zur damaligen Death-Metal-Band Darkthrone. Im Herbst 1988 entstand A New Dimension, die erste Aufnahme mit ihm. Als die Band sich 1991 dem Black Metal zuwandte, übernahm er das Pseudonym „Nocturno Culto“.
1996 wirkte er unter dem Pseudonym „Kveldulv“ bei Satyricon mit, 1997 verließ er die Black-Metal-Szene.
2004 trat Nocturno Culto mit Satyricon auf dem Wacken Open Air auf und coverte mit der Band einige Lieder von Darkthrone. Im Winter 2005 wirkte er neben zahlreichen anderen Gastmusikern wie Gaahl von Trelldom und Hoest von Taake am Album Secht des gleichnamigen Projekts von Vrangsinn (Carpathian Forest) und Dirge Rep (Gehenna) mit, das 2006 erschien.
2007 erschien Nocturno Cultos Film The Misanthrope, zu dem er auch die Musik komponierte; diese bewegt sich zwischen Elektronik, Industrial und vereinzelten Metal-Elementen.
2008 sang er auf dem Album Vorunah, einem Soloalbum des norwegischen Musikers Sarke. Nach dem Einstieg zusätzlicher Musiker ist Nocturno Culto Sänger und seit 2014 auch Gitarrist der daraus erwachsenen Band, die auch live auftritt und inzwischen drei Alben veröffentlicht hat.

## Diskografie

### Mit Satyricon
- 1996: Nemesis Divina (Moonfog Productions)
- 1996: Mother North (VHS; Moonfog Productions)
- 1996: Born for Burning auf Crusade From the North (Moonfog Productions; 1998 auf In Conspiracy with Satan – A Tribute to Bathory wiederveröffentlicht)

### Mit Vidsyn
- 2004: On Frostbitten Path Beneath (Demo; Gesang bei Stormsend Winter Realm und Evil Rises Darkness Falls)

### Mit Secht
- 2006: Secht (Another Norwegian Product A/S, Sublife Productions)

### Mit Sarke
- 2009: Vorunah (Indie Recordings)
- 2011: Oldarhian (Indie Recordings)
- 2013: Aruagint (Indie Recordings)

### MitTaake
- 2011: Noregs Vaapen (Svartekunst Produksjoner, Karisma Records, Candlelight Records USA, Gesang bei Fra Vadested Til Vaandesmed)

## Filmografie
- 2007: The Misanthrope (Dokumentarfilm; Peaceville Records)